# 13. srpen
13. srpen je 225. den roku podle gregoriánského kalendáře (226. v přestupném roce). Do konce roku zbývá 140 dní.

## Události

### Česko
- 1375 – Jan Jindřich Lucemburský s Alžbětou Oettingenskou a svými syny založil kartuziánský klášter v Králově Poli. Za své sídelní město si vybral Brno, kde oživil, rozvinul a dobudoval moravský lucemburský dvůr.
- 1496 – Na Litoměřicku vypuklo povstání poddaných proti Adamu Ploskovskému z Drahonic podporované Daliborem z Kozojed.
- 1604 – Uprostřed vrcholící lázeňské sezóny vyhořely Karlovy Vary, kde lehlo popelem 99 ze 102 domů.
- 1775 – Vydala Marie Terezie nový robotní patent, ve kterém stanovila maximální délku roboty na tři dny v týdnu.
- 1882 – Císař František Josef I. podepisuje Masarykův jmenovací dekret na pražskou univerzitu s platem 1600 zlatých.
- 1891 – V rámci Zemské jubilejní výstavy se odehrál první dálkový let balónem v Čechách. Balón Victor Hugo vzlétl v pražské Stromovce a přistál u Pardubic za 2 hodiny.
- 1898 – Na železniční trati Telč – Kostelec u Jihlavy zahájen pravidelný provoz pro veřejnost
- 1906 – Velkolepá show Buffalo Bill's Wild West Show uspořádala představení v Jihlavě na své cestě po Evropě
- 1929 – V pražském kině Lucerna se poprvé promítal zvukový film – americký film Loď komediantů.
- 1945 – Návrat československých letců Královského letectva (Royal Air Force) zpět do svobodné vlasti.
- 1956 – Češi umožňují legální vystěhování 160 000 etnických Němců do Německa.
- 2002 – Stav ohrožení na řadě míst kvůli katastrofální povodni, evakuace desítek obcí včetně části Prahy.
- 2009 – Madonna opět navštívila Prahu. Tentokrát se svou Sticky and Sweet tour.
- 2011 – Zpěvačka Hana Hegerová oznámila konec kariéry. Vedla ji k tomu touha se zbavit neustálého stresu, který sebou život koncertní umělkyně přináší. Zemřela o deset let později 23. března 2021.
- 2015 – V Litvínovské části Záluží v areálu Orlen Unipetrol Došlo k výbuchu, při kterém došlo ke čtyřem zranění.

### Svět
- 0523 – Jan I. se stal katolickým papežem po smrti Hormisdase
- 0582 – Maurikios se stal císařem Byzantské říše
- 1099 – Rainer z Biedy je zvolen papežem Paschalem II. Jeho pontifikát bude trvat 19 let
- 1415 – Anglický král Jindřich V. Plantagenet se vylodil se svou armádou v deltě francouzské řeky Seiny
- 1521 – Tenochtitlán, hlavní město aztécké říše, byl dobyt španělským conquistadorem Hernánem Cortésem.
- 1624 – Francouzský král Ludvík XIII. jmenuje kardinála Richelieua svým prvním ministrem
- 1630 – Král Ferdinand II. propouští Albrechta z Valdštejna jako generála rakouské armády na silný německý tlak, ne však nadlouho. Valdštejnův nástupce Jan Tserclaes Tilly se ukázal jako neúspěšný a císařská vojska zažívala jednu porážku za druhou, po dvou letech byl proto Valdštejn povolán zpět.
- 1704 – Války o dědictví španělské: Evžen Savojský a vévoda z Marlborough porazili v jedné z nejdůležitějších bitev konfliktu síly francouzsko-bavorské koalice v bitvě u Höchstädtu (též známé jako bitva u Blenheimu).
- 1732 – Premiéra Voltairova dramatu Zaïre v Paříži
- 1792 – Francouzský král Ludvík XVI. s manželkou Marii Antoinetou jsou formálně zatčeni a uvězněni Národním tribunálem a prohlášeni nepřáteli lidu.
- 1849 – Maďarská revoluce 1848–1849: Trosky maďarské revoluční armády kapitulovaly u Világoše.
- 1852 – Parník Atlantic na trase přes Erijské jezero z Buffalo do Detroitu se srazil s rybářskou lodí a potopil se s 250 cestujícími na palubě
- 1907 – V New Yorku vyjely do ulic první taxíky, které dovezl a provozuje Harry N. Allen
- 1915 – V Maidstone byl oběšen seriový vrah George Joseph Smith.
- 1923 – Gustav Stresemann se stává v německým říšským kancléřem. Zároveň se stává i ministrem zahraničí, kterým byl až do své smrti v roce 1929.
- 1940 – Začala hlavní fáze letecké bitvy o Británii.
- 1960 – Středoafrická republika vyhlásila nezávislost na Francii
- 1961 – Komunistická vláda v NDR zahájila stavbu Berlínské zdi.
- 1978 – Teroristický útok zabil v Bejrútu 150 Palestinců.
- 2004 – V Athénách byly zahájeny XXVIII. Letní olympijské hry.
- 2015 – Při útoku islamistické skupiny Boko Haram na nigerijskou vesnici Kukuwa-Gari přišlo o život nejméně 150 lidí.

## Narození

### Česko

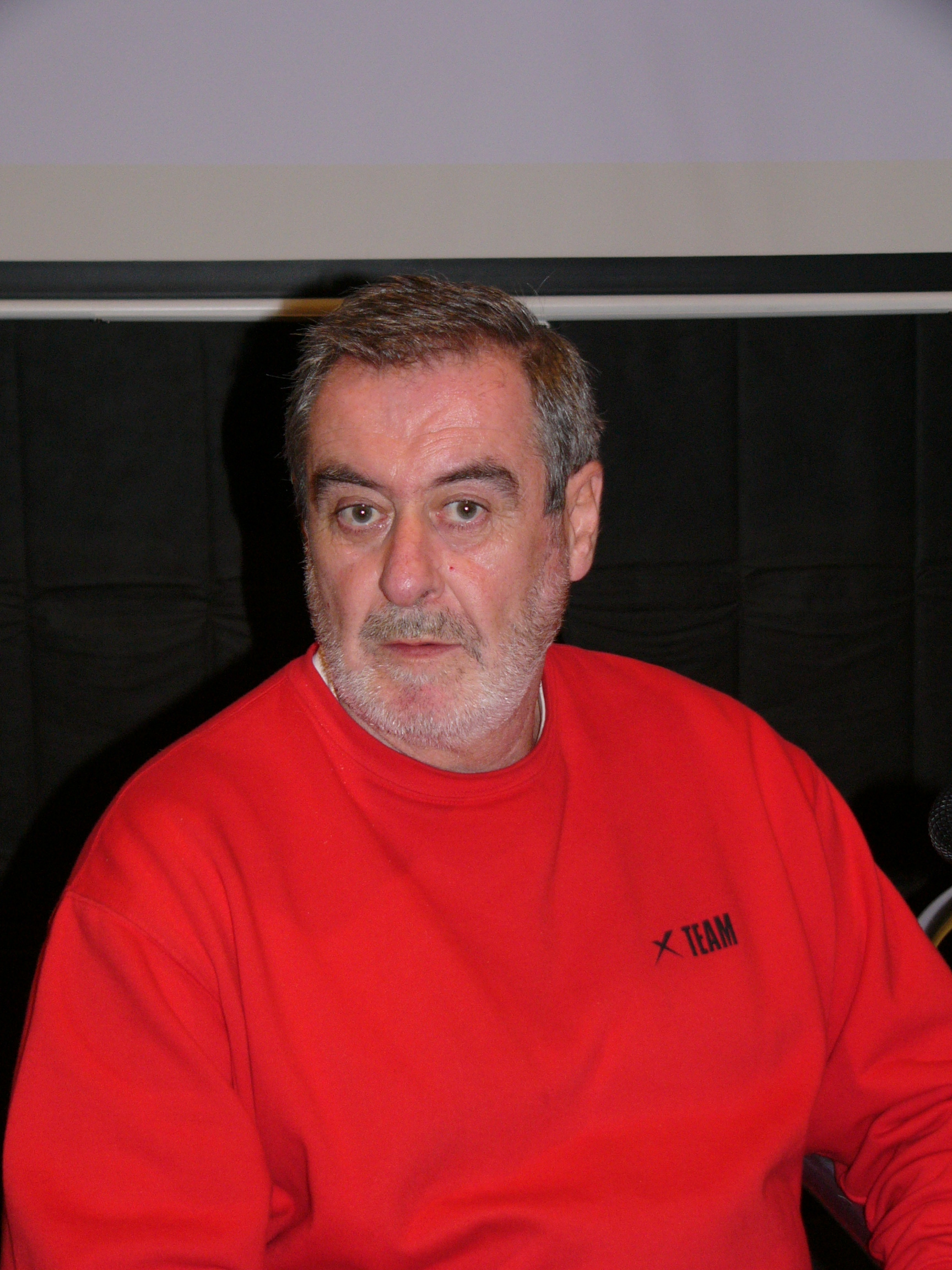
Michal Prokop (* 1946)

- 1777 – Martin Štěpán, luterský kazatel († 21. února 1846)
- 1819 – Josef Hasner von Artha, lékař a poslanec Českého zemského sněmu († 22. února 1892)
- 1843 – Karel Šebor, houslista, hudební skladatel a dirigent († 17. května 1903)
- 1844 – Antonín Baťa starší, zakladatel obuvnické dynastie Baťů († 5. září 1905)
- 1855 – Eugen Miroslav Rutte, hudební skladatel a publicista († 15. července 1903)
- 1856 – Lev Lerch, český malíř († 6. května 1892)
- 1858 – Antonín Petzold, varhaník, dirigent, sbormistr a hudební skladatel († 7. května 1931)
- 1872 – František Zimák, československý politik († 7. února 1940)
- 1874 – Adolf Wenig, spisovatel, pedagog a překladatel († 19. března 1940)
- 1882 – Robert Schälzky, československý politik, velmistr Řádu německých rytířů († 27. ledna 1948)
- 1890 – Josef Hronek, římskokatolický teolog, církevní a literární historik († 23. září 1954)
- 1891
  - Jaroslav Grus, český malíř († 13. října 1983)
  - Václav Hadač, český archivář († 4. dubna 1964)
- 1894 – František Ventura, československý jezdec na koni, olympijský vítěz v parkůru († 1. prosince 1969)
- 1899 – Mirko Eliáš, herec († 29. května 1938)
- 1900 – Václav Veselý, československý gymnasta, stříbrná medaile na OH 1928 († 10. prosince 1941)
- 1903 – František Maria Černý, český funkcionalistický architekt († 9. září 1978)
- 1904 – Josef Brož, český malíř a grafik († 12. října 1980)
- 1916 – Jan Pospíšil, právník, politický vězeň († září 2010)
- 1920 – Mirko Paráček, sprinter († 17. července 1991)
- 1923 – Zdenek Slouka, novinář a politolog († 23. prosince 2012)
- 1928 – Bohuslav Sedláček, hudební skladatel († 25. května 2013)
- 1932
  - Jiřina Žertová, sochařka, sklářská a uměleckoprůmyslová výtvarnice
  - Zdeněk Ježek, český epidemiolog a infektolog († 24. listopadu 2019)
- 1933 – Alois Mikulka, malíř, sochař, grafik, ilustrátor, scénograf a spisovatel († 27. června 2024)
- 1946
  - Michal Prokop, zpěvák, hudební skladatel a moderátor
  - Milan Hein, český divadelní publicista, herec, moderátor a divadelní podnikatel
- 1947 – Dáša Cortésová, česká zpěvačka
- 1959 – Milada Gabrielová, česká malířka
- 1983 – Aleš Hemský, reprezentant v ledním hokeji
- 2000 – Tomáš Čvančara, český fotbalový reprezentant

### Svět

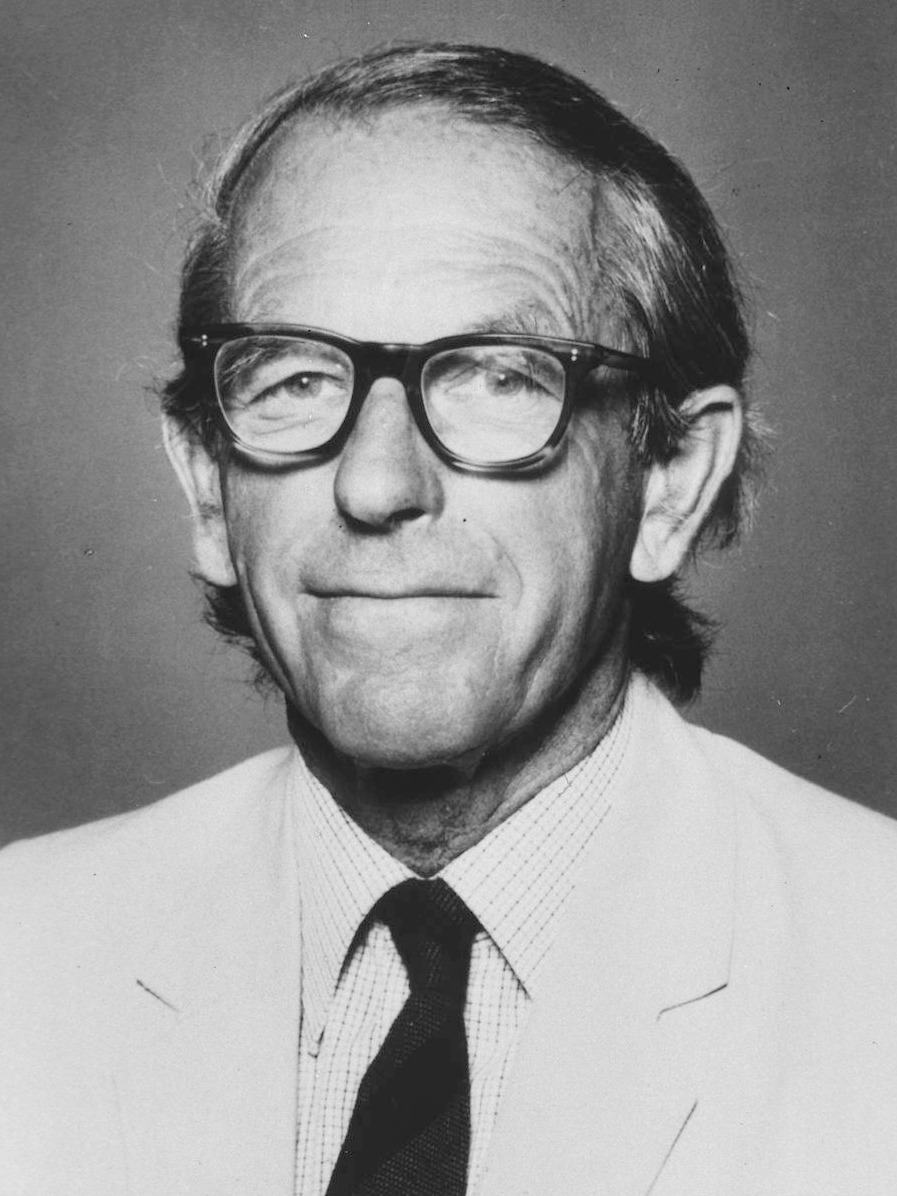
Frederick Sanger (* 1918)

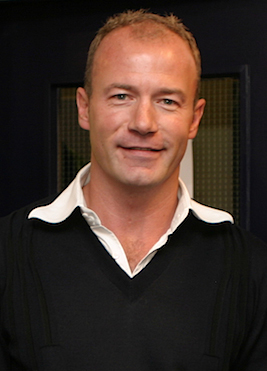
Alan Shearer (* 1970)

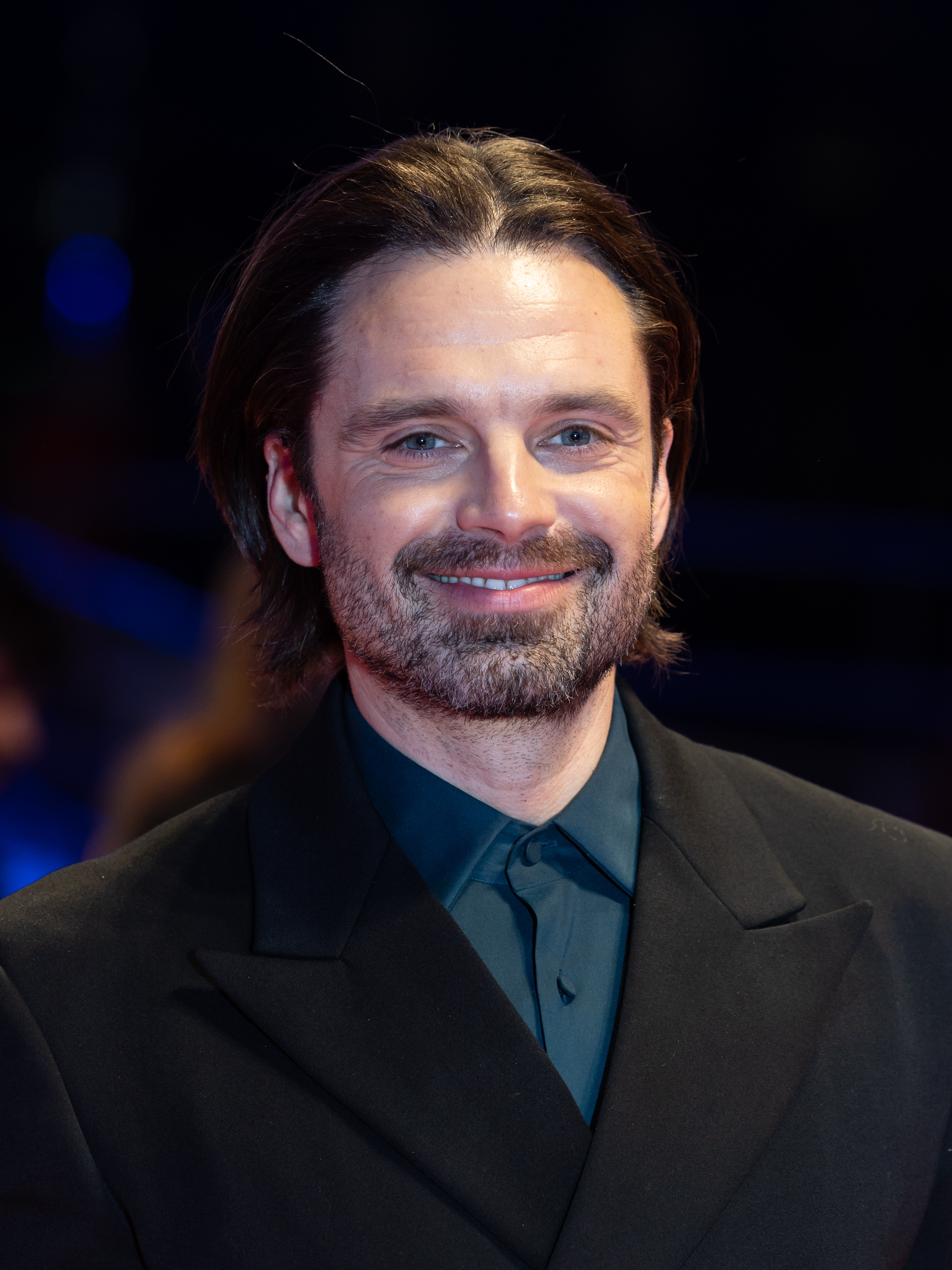
Sebastian Stan (* 1982)

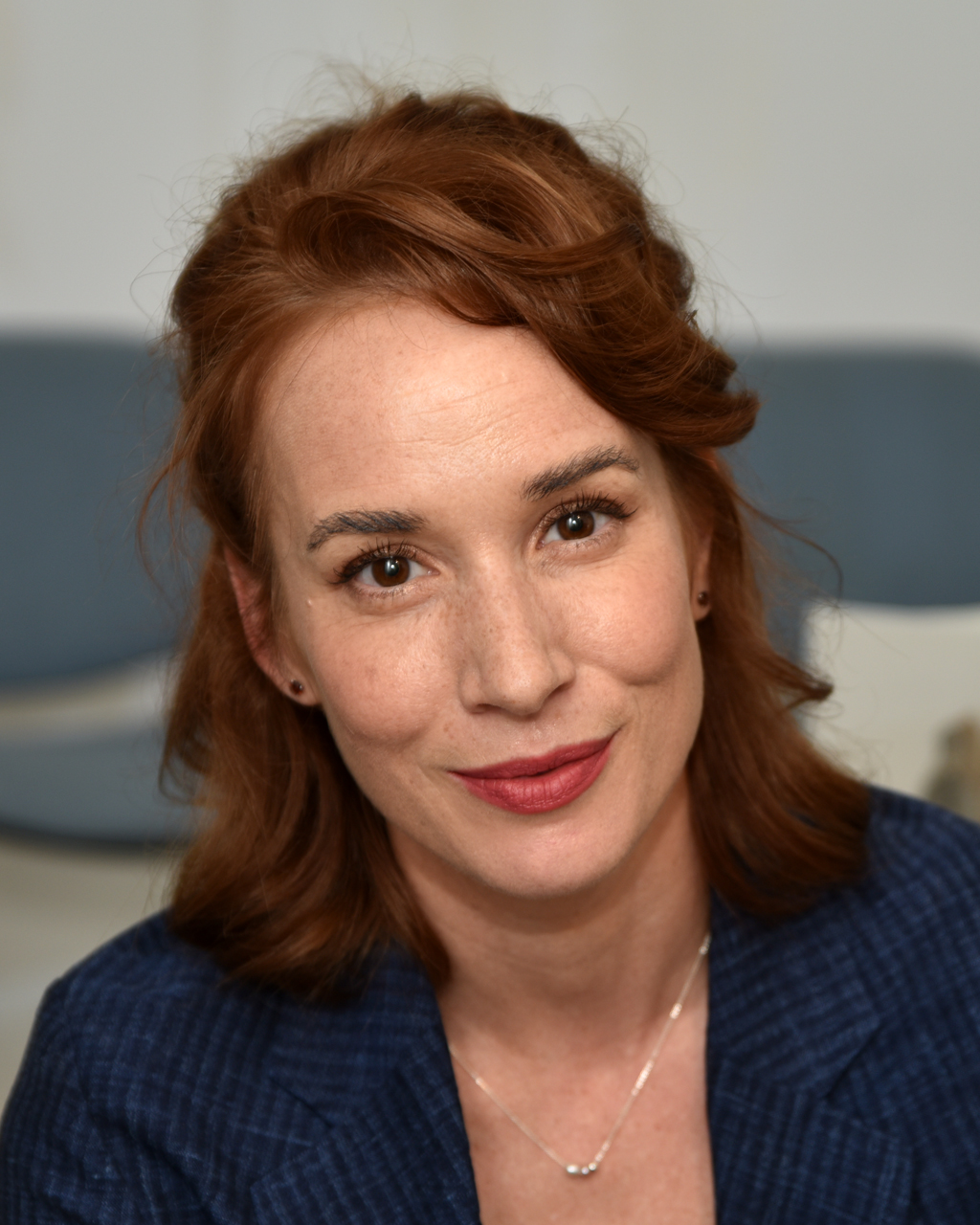
Táňa Pauhofová (* 1983)

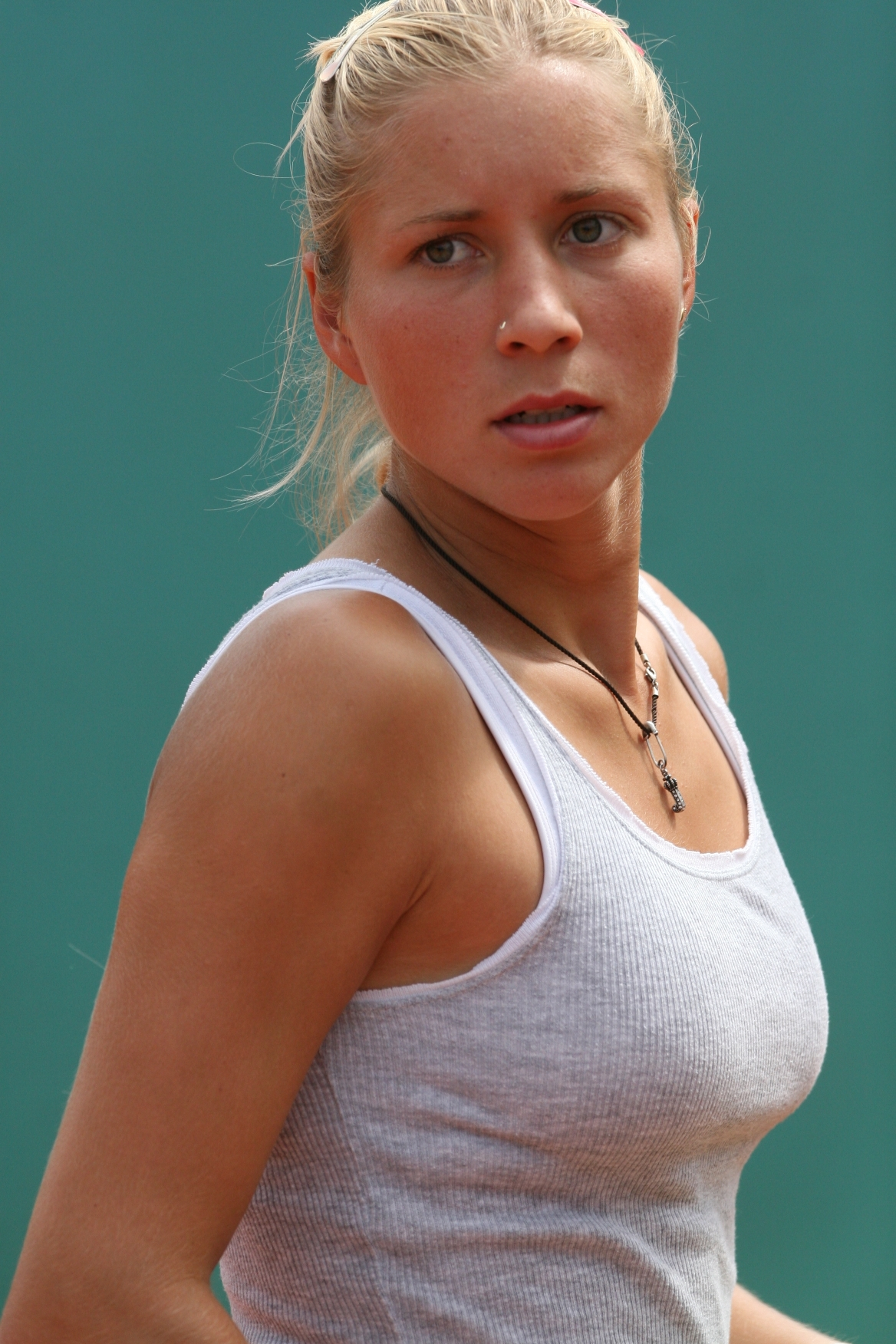
Aljona Bondarenková (* 1984)

- 1311 – Alfons XI., kastilský král († 26. března 1350)
- 1516 – Hieronymus Wolf, německý historik († 8. října 1580)
- 1596 – Jean Bolland, jezuitský historik († 13. září 1665)
- 1654 – Pier Francesco Tosi, italský zpěvák-kastrát, hudební skladatel († 16. července 1732)
- 1655 – Johann Christoph Denner, německý nástrojař a vynálezce klarinetu († 20. dubna 1707)
- 1662 – Charles Seymour, 6. vévoda ze Somersetu, anglický politik a šlechtic († 2. prosince 1748)
- 1698 – Louise Adélaïde d'Orléans, francouzská princezna († 10. února 1743)
- 1704 – Lorenzo Fago, italský varhaník, hudební skladatel a pedagog († 30. dubna 1793)
- 1717 – Louis François I. de Bourbon, princ z Conti, pravnuk Ludvíka XIV., politik a generál († 2. srpna 1776)
- 1743 – Marie Alžběta Habsbursko-Lotrinská, rakouská arcivévodkyně, dcera Marie Terezie († 22. září 1808)
- 1752 – Marie Karolína Habsbursko-Lotrinská, dcera Marie Terezie, neapolsko-sicilská královna († 8. září 1814)
- 1764 – Louis Baraguey d'Hilliers, francouzský generál v období napoleonských válek († 6. ledna 1813)
- 1792 – Adelheid Sasko-Meiningenská, britská královna, manželka Viléma IV. († 2. prosince 1849)
- 1802 – Nikolaus Lenau, rakouský básník († 22. srpna 1850)
- 1803 – Vladimir Fjodorovič Odojevskij, ruský spisovatel a vědec († 11. března 1869)
- 1814 – Anders Jonas Ångström, švédský astronom a fyzik († 21. června 1874)
- 1819 – George Gabriel Stokes, irský matematik, fyzik a politik († 1. února 1903)
- 1822 – Heinrich Louis d'Arrest, německý astronom († 14. června 1875)
- 1824 – Paweł Stalmach, polský národní buditel, novinář († 13. listopadu 1891)
- 1844 – Friedrich Miescher, švýcarský lékař a přírodovědec († 26. srpna 1895)
- 1850 – Andrea Carlo Ferrari, arcibiskup Milána a kardinál († 2. února 1921)
- 1852
  - Robert Hausmann, německý violoncellista, hudební skladatel, editor a pedagog († 18. ledna 1909)
  - Christian Krohg, norský malíř († 16. října 1925)
- 1861 – Herbert Hall Turner, anglický astronom († 20. srpna 1930)
- 1863 – William I. Thomas, americký sociolog († 5. prosince 1947)
- 1871 – Karl Liebknecht, německý socialistický politik a spoluzakladatel Komunistické strany Německa (KPD) († 15. ledna 1919)
- 1872 – Richard Martin Willstätter, německý chemik, nositel Nobelovy ceny za chemii († 3. srpna 1942)
- 1873 – Józef Haller de Hallenburg, polský generál († 14. července 1960)
- 1880 – Michel Navratil, oběť potopení Titanicu († 15. dubna 1912)
- 1888 – John Logie Baird, britský vynálezce černobílé televize († 14. června 1946)
- 1889 – Géo André, francouzský atlet a ragbista († 4. května 1943)
- 1896 – Rudolf Schmundt, nacistický generál († 1. října 1944)
- 1898 – Jean Borotra, francouzský tenista († 17. července 1994)
- 1899 – Alfred Hitchcock, filmový režisér († 29. dubna 1980)
- 1900 – Arpád Vojtech Felcán, slovenský pedagog a partyzán, člen KSČ († 20. prosince 1944)
- 1902 – Felix Wankel, německý mechanik a konstruktér († 9. října 1988)
- 1905 – Franz Ziereis, velitel koncentračního tábora Mauthausen-Gusen († 23. května 1945)
- 1910 – Saíd bin Tajmúr, sultán Maskatu a Ománu († 19. října 1972)
- 1912 – Salvador Luria, italsko-americký mikrobiolog, Nobelova cena 1969 († 6. února 1991)
- 1913 – Makarios III., kyperský státník a prezident († 3. srpna 1977)
- 1918 – Frederick Sanger, britský biochemik, Nobelova cena 1958 a 1980 († 19. listopadu 2013)
- 1919 – George Shearing, britsko-americký klavírista († 14. února 2011)
- 1920 – Jean Honoré, francouzský kardinál († 28. února 2013)
- 1921 – Jimmy McCracklin, americký hudebník († 20. prosince 2012)
- 1924
  - Serafim Fernandes de Araújo, brazilský kardinál († 8. října 2019)
  - Jurij Fjodorovič Orlov, ruský jaderný fyzik a disident († 27. září 2020)
- 1925
  - Milan Stanislav Ďurica, slovenský historik († 25. ledna 2024)
  - Viktorija Kamenská, ruská spisovatelka a překladatelka († 18. července 2001)
- 1926
  - Chanoch Bartov, izraelský spisovatel a novinář († 13. prosince 2016)
  - Fidel Castro, kubánský revolucionář a prezident († 25. listopadu 2016)
- 1931 – Norman Read, novozélandský olympijský vítěz v chůzi na 50 km z roku 1956 († 22. května 1994)
- 1934 – Seraphim Rose, americký pravoslavný kněz, filosof, spisovatel († 2. září 1982)
- 1939 – Howard Tate, americký zpěvák a skladatel († 2. prosince 2011)
- 1942 – Robert Lee Stewart, americký vojenský letec a kosmonaut
- 1943 – Roberto Micheletti, prezident Hondurasu
- 1946
  - Daniela Bakerová, slovenská herečka
  - Janet Yellenová, americká ekonomka, předsedkyně Rady guvernérů Federálního rezervního systému USA
- 1949 – Bobby Clarke, kanadský hokejista
- 1950 – Marián Masný, československý fotbalista slovenské národnosti
- 1951 – Dan Fogelberg, americký rockový zpěvák a skladatel († 16. prosince 2007)
- 1952 – Hughie Thomasson, americký kytarista a zpěvák († 9. září 2007)
- 1953
  - Carla Bodendorfová, německá atletka, sprinterka, olympijská vítězka
  - František Griglák, slovenský rockový kytarista
- 1955 – Mulgrew Miller, americký klavírista († 29. května 2013)
- 1956 – Marco Mendoza, americký hard rockový hudebník
- 1957 – David Crane, americký scenárista, spisovatel a producent
- 1959 – Mikael Niemi, švédský spisovatel
- 1960 – Janusz Kurtyka, polský historik († 10. dubna 2010)
- 1963 – Édouard Michelin, společník a generální ředitel společnosti Michelin Group († 26. května 2006)
- 1970 – Alan Shearer, anglický fotbalista
- 1975 – Marty Turco, kanadský hokejový brankář
- 1976 – Nicolás Lapentti, ekvádorský tenista
- 1982 – Sebastian Stan, rumunsko-americký herec
- 1983 – Táňa Pauhofová, slovenská herečka
- 1984
  - Colin Fleming, britský tenista
  - Aljona Bondarenková, ukrajinská tenistka
- 1987 – Xenija Aleksejevová, ruská horolezkyně
- 1992 – Lois Abbinghová, nizozemská házenkářka
- 1993 – Johnny Gaudreau, americký lední hokejista († 29. srpna 2024)

## Úmrtí

### Česko
- 1403 – Smil Flaška z Pardubic a Rychmburka, šlechtic, spisovatel (* 1349)
- 1919 – Josef Klvaňa, přírodovědec, etnograf, pedagog a fotograf (* 22. ledna 1857)
- 1922 – Josef Sylvestr Vaněček, matematik (* 7. března 1848)
- 1925 – Václav Vondrák, český slavista (* 22. září 1859)
- 1930 – Václav Laurin, technik, podnikatel a průmyslník (* 16. října 1865)
- 1935 – Josef Smrtka, československý pedagog a politik (* 18. května 1858)
- 1936 – Hugo Rex, lékař a univerzitní profesor (* 9. ledna 1861)
- 1953 – Marta Pavlisová, rychlostní kanoistka (* 28. července 1914)
- 1963 – Jan Košťál, profesor teorie a stavby spalovacích motorů, rektor ČVUT (* 27. prosince 1884)
- 1964 – Jindřich Urbánek, lékař a politik (* 6. července 1884)
- 1972 – Jan Löwenbach, advokát, hudební kritik, básník, libretista (* 29. dubna 1880)
- 1973 – Jaroslav Stránský, československý politik, novinář a právník (* 15. ledna 1884)
- 1982
  - Josef Vobruba, dirigent, hudební režisér a aranžér (* 6. září 1932)
  - Jaroslav Frydrych, moravský akademický malíř (* 17. října 1928)
- 1984 – Pavel Bareš, architekt (* 15. května 1904)
- 1988 – Václav Holzknecht, klavírista, hudební vědec, pedagog, spisovatel (* 2. května 1904)
- 1991 – Vilibald Bezdíček, vysokoškolský pedagog, politik ministr (* 12. listopadu 1906)
- 1995
  - Kamil Fuchs, architekt (* 4. prosince 1930)
  - Jan Křesadlo, spisovatel (* 9. prosince 1926)
- 2017 – Slávka Peroutková, česká novinářka, třetí manželka Ferdinanda Peroutky (* 9. listopadu 1922)

### Svět

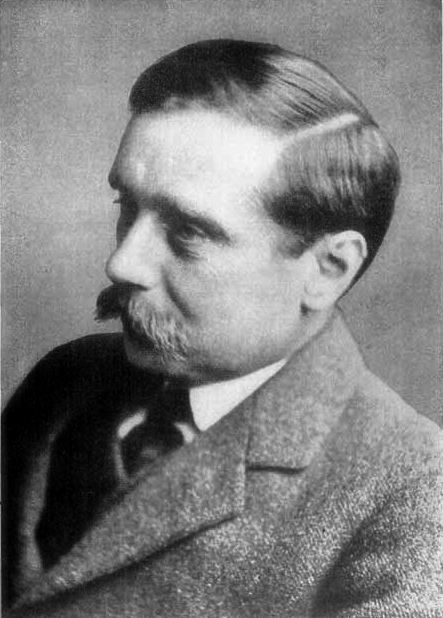
Herbert George Wells († 1946)

- 0582 – Tiberios II., byzantský císař
- 1134 – Irena Uherská, byzantská císařovna (* 1088)
- 1382 – Eleonora Aragonská, kastilská královna (* 20. února 1358)
- 1431 – Jolanda z Baru, aragonská královna (* 1364)
- 1523 – Gerard David, holandský malíř (* ?1460)
- 1608 – Giambologna, vlámský sochař (* 1529)
- 1621 – Svatý Jan Berchmans, vlámský jezuita, patron mládeže (* 13. března 1599)
- 1626 – Marie Brunšvicko-Lüneburská, německá šlechtična, vévodkyně a princezna (* 13. ledna 1566)
- 1699 – Marek z Aviana, kapucínský mnich a kazatel (* 17. listopadu 1631)
- 1749 – Johann Elias Schlegel, německý dramatik a literární historik (* 17. ledna 1719)
- 1788 – Esma Sultan, osmanská princezna a dcera sultána Ahmeda III. (* 14. března 1726)
- 1818 – Agostino Accorimboni, italský hudební skladatel (* 28. srpna 1739)
- 1822 – Jean-Robert Argand, francouzský knihkupec a amatérský matematik (* 18. července 1768)
- 1826 – René Théophile Hyacinthe Laënnec, francouzský lékař, vynálezce stetoskopu (* 17. února 1781)
- 1860 – Danilo II. Petrović-Njegoš, první černohorský kníže (* 25. května 1826)
- 1862 – Svatý Benild, salesiánský řeholník, katolický světec (* 13. června 1805)
- 1863 – Eugène Delacroix, francouzský malíř (* 26. dubna 1798)
- 1865 – Ignác Filip Semmelweis, maďarský lékař, prosazovatel hygieny (* 1. července 1818)
- 1882 – William Stanley Jevons, anglický logik, metodolog a ekonom (* 1. září 1835)
- 1896 – John Everett Millais, anglický malíř (* 8. června 1829)
- 1899 – Karl Heinrich Weizsäcker, německý protestantský teolog (* 11. prosince 1822)
- 1900 – Vladimir Sergejevič Solovjov, ruský filosof, teolog, mystik, publicista a básník (* 28. ledna 1853)
- 1901 – Domenico Morelli, italský malíř (* 4. srpna 1826)
- 1910
  - Florence Nightingalová, britská ošetřovatelka, zakladatelka první školy pro ošetřovatelky na světě (* 12. května 1820)
  - John Poyntz Spencer, 5. hrabě Spencer, britský státník a šlechtic (* 27. října 1835)
- 1912
  - Jules Massenet, francouzský skladatel (* 12. května 1842)
  - Octavia Hillová, britská sociální pracovnice (* 3. prosince 1838)
- 1913 – August Bebel, německý politik, spisovatel a filozof (* 22. února 1840)
- 1917 – Eduard Buchner, německý chemik, nositel Nobelovy ceny za chemii (* 20. května 1860)
- 1927
  - Mieczysław Szczuka, polský avantgardní umělec (* 19. října 1898)
  - James Oliver Curwood, americký spisovatel (* 12. června 1878)
  - Hermann Abert, německý muzikolog (* 25. března 1871)
- 1928 – Fernand Charron, francouzský automobilový závodník (* 30. května 1886)
- 1933 – Hasan Prishtina, politický předák kosovských Albánců (* 1873)
- 1946 – Herbert George Wells, anglický spisovatel (* 21. září 1866)
- 1956 – Jakub Kolas, běloruský spisovatel (* 3. listopadu 1882)
- 1965 – Hajato Ikeda, premiér Japonska (* 3. prosince 1899)
- 1971 – King Curtis, americký virtuózní saxofonista (* 7. února 1934)
- 1971 – Walter Owen Bentley, britský průkopník automobilismu (* 16. září 1888)
- 1972 – Carl Malmsten, švédský designér nábytku (* 7. prosince 1888)
- 1974 – Tina Brooks, americký saxofonista (* 7. června 1932)
- 1983 – Leo Haas, karikaturista, kreslíř, malíř (* 15. dubna 1901)
- 1984 – Tigran Petrosjan, sovětský (arménský) šachista, mistr světa v šachu (* 17. června 1929)
- 1994
  - Ferenc Örsi, maďarský prozaik a dramatik (* 17. dubna 1927)
  - Valentin Kuzin, sovětský hokejový reprezentant (* 23. září 1926)
- 1996 – David Tudor, americký klavírista a hudební skladatel (* 20. ledna 1926)
- 1998 – Julien Green, americko-francouzský spisovatel (* 6. září 1900)
- 2008 – Henri Cartan, francouzský matematik (* 8. června 1904)
- 2009 – Les Paul, americký jazzový kytarista, vynálezce, průkopník vývoje elektrické kytary (* 9. června 1915)
- 2011
  - Ctirad Mašín, protifašistický a protikomunistický odbojář (* 11. srpna 1930)
  - Topi Sorsakoski, finský zpěvák (* 27. října 1952)
- 2014 – Frans Brüggen, nizozemský dirigent, flétnista a muzikolog (* 30. října 1934)
- 2015 – Arnon Gafni, izraelský ekonom, guvernér centrální banky (* 14. července 1932)
- 2021 – Carolyn S. Shoemaker, americká astronomka (* 24. června 1929)

## Svátky

### Česko
- Alena
- Belinda
- Hypolit, Hippolit
- Kasián
- Sven

### Svět
- Mezinárodní den leváků
- Středoafrická republika: Den nezávislosti
- Tunisko: Mezinárodní den žen
- Itálie: Palio del Golfo (je-li druhá neděle v měsíci)
- Zambie: Den mládeže (je-li pondělí)

Katolický kalendář
- Svatý Poncián (Pontianus) – 18. papež katolické církve († 237)
- Svatý Hippolyt (Hippolytus) – první vzdoropapež († 235).

Svátky Římských bohů
- Slaví se Vertumnalia na počest boha změny, ročních období Vertumna.
- Římské slavnosti na počest Diany

| 13. srpen v pražském KlementinuÚdaje jsou platné k 8. 7. 2025. | 13. srpen v pražském KlementinuÚdaje jsou platné k 8. 7. 2025. | 13. srpen v pražském KlementinuÚdaje jsou platné k 8. 7. 2025. |
| minimum                                                        | denní průměr                                                   | maximum                                                        |
| -------------------------------------------------------------- | -------------------------------------------------------------- | -------------------------------------------------------------- |
| 8,7 °C (1908)                                                  | 19,5 °C (od 1961)                                              | 36,8 °C (2003)                                                 |